# Ciclul solar 15

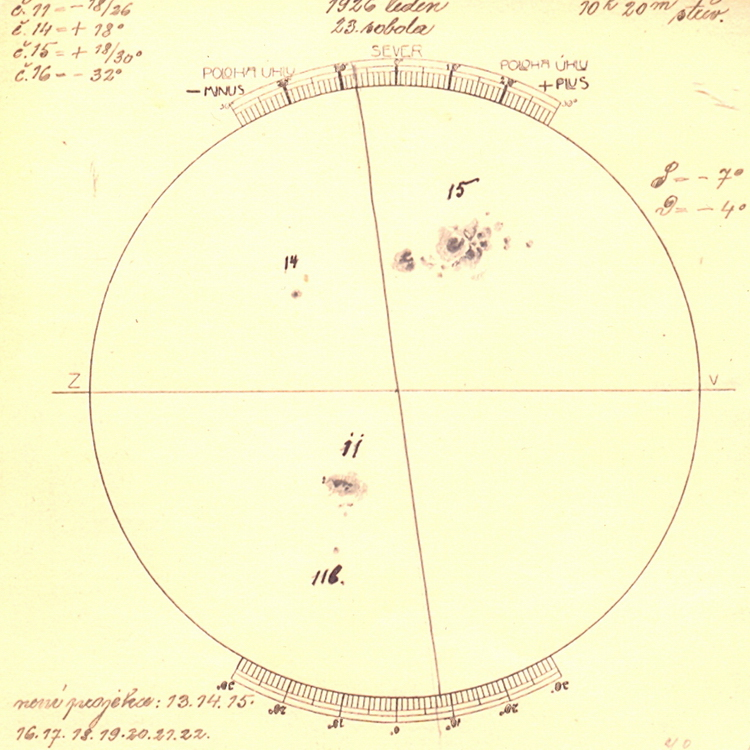
Pete solare înregistrate în timpul Ciclului solar 15 (23 ianuarie 1923).

Ciclul solar 15 a fost cel de-al cincisprezecelea ciclu solar din 1755, când a început înregistrarea extensivă a activității petelor solare. Ciclul solar a durat 10,1 ani, începând în iulie 1913 și terminând în august 1923. Numărul maxim de pete solare observat în timpul ciclului solar 15 a fost de 175,7 (august 1917), iar minimul de început a fost de 2,5. În timpul tranzitului minim de la Ciclul solar 15 la 16, au existat un total de 534 de zile fără pete solare.

## Istorie
Furtunile geomagnetice din martie 1918, august 1919, octombrie 1919 și martie 1920 au afectat liniile telegrafice, în timp ce o erupție solară din 13 mai 1921 a afectat, de asemenea, echipamentul de semnalizare și comutare a căilor ferate, în ceea ce a fost cunoscut sub numele de Furtuna de la New York Railroad.

### 1921
Marea furtună geomagnetică din perioada 13-15 mai 1921 a provocat daune în sistemele de comunicații și apariții de aurore în mare parte din estul Statelor Unite.
În Suedia, evenimentul a provocat perturbări majore la centrala telefonică din Karlstad, iar în dimineața zilei de 15 mai, clădirea a luat foc. Martorii au descris cablurile telefonice care intrau în clădire ca fiind incandescente.